# Eobacteria
Clade
Les eobacteria sont un taxon de bactéries proposé par Cavalier-Smith  afin de regrouper les chlorobacteria et les hadobacteria. Les éobactéries comprennent des bactéries gram-négatives, c'est-à-dire dont l'enveloppe cellulaire est composée d'une membrane cytoplasmique, d'une paroi cellulaire de glycoprotéine et membrane externe, mais contrairement aux glycobactéries, la membrane externe ne contient pas de molécules complexes de lipopolysaccharides et ne contient que des phospholipides simples.
Selon Cavalier-Smith, ce groupe d'organismes serait le plus primitif, apparu il y a 3,5 milliards d'années et pratiquant déjà à l'époque la photosynthèse anoxygénique, tout comme les chlorobactéries aujourd'hui.

## Voyez-vous aussi
- Glycobacteria